# Jan Nooter
Jan Nooter (* 2. Oktober 1922; † 10. Dezember 1997 in Arnhem) war ein mennonitischer Theologe und Kirchenlieddichter aus den Niederlanden. Sein Gebetslied Gib Frieden, Herr, gib Frieden findet sich heute in vielen christlichen Gesangbüchern.

## Leben und Werk
Nooter studierte an dem mit der Universität Amsterdam verbundenen Theologischen Seminar der niederländischen Mennoniten Theologie und wirkte anschließend als mennonitischer Pastor im friesischen Akkrum, in Den Haag und Utrecht. Neben seiner Arbeit als Pfarrer engagierte er sich auch als Dichter und Übersetzer von Kirchenliedern, die sowohl in evangelische als auch in katholische Gesangbücher aufgenommen wurden. Nooter stellte weiterhin eine umfassende Liedersammlung in vier Sprachen für die 1967 in den Niederlanden durchgeführte Mennonitische Weltkonferenz zusammen und war auch in die Überarbeitung mehrerer deutscher Gesangbücher involviert.
Nooters bekanntestes, 1963 erschienenes Lied Geef vreede, Heer, geef vrede (dt. Gib Frieden, Herr, gib Frieden) bezeugt deutlich Nooters christlichen Pazifismus. Das als Gebet konzipierte Lied wurde 1980 von Jürgen Henkys ins Deutsche übersetzt und fand vor allem in der ostdeutschen Friedensbewegung Anwendung.
Theologisch war Nooter besonders der Religionsphilosophie verbunden. Auch hat er sich nicht zuletzt über seine Aktivitäten im Bereich der Kirchenmusik für die Ökumene engagiert. Nooter lebte im Ruhestand in Arnhem.